# The Visitors (chanson)
Pour les articles homonymes, voir The Visitors (homonymie).
Singles de ABBA
Head over Heels
(1982) The Day Before You Came
(1982)
The Visitors, originellement intitulée Den första (signifiant Le Premier en suédois), est le dernier single de l'album studio éponyme du groupe suédois ABBA, sorti aux États-Unis en 1981.

## Classements
| Classement (1982)          | Meilleure position |
| -------------------------- | ------------------ |
| États-Unis (Hot 100)       | 63                 |
| US Cashbox Top 100 Singles | 81                 |